# Conistra macedonica
Conistra macedonica là một loài bướm đêm trong họ Noctuidae.